# Time on target
Time on target (TOT) — метод ведения артиллерийского огня, при котором снаряды достигают цели примерно в одно и то же время. Разброс по времени прилета снарядов  составляет плюс-минус три секунды. При этом разброс попаданий находится в пределах вероятной круговой ошибки (КВО)

## История
Метод был разработан британской армией во время войны Северной Африке в конце 1941 - начале 1942 года. Тогда же получил широкое применение, в частности, для контрбатарейного огня. Для синхронизации часов использовались сигналы времени радио BBC. Это позволяло  синхронизировать  часы командиров батарей с точностью до секунды. При этом не было необходимости в использовании военных радиосетей и устраняло необходимость в дополнительных полевых телефонных сетях в пустыне.

## Эффект
Во время Первой мировой войны было обнаружено, что при артиллерийском обстреле большинство погибших или раненых становятся жертвами осколков или ударной волны в течение первых нескольких секунд. После прилета первых снарядов, как правило, пристрелочных солдаты противника ложатся на землю и/или прячутся в укрытиях, что значительно снижает потери от последующих снарядов. Но если все снаряды поражают цель одновременно в первые секунды, наносимый урон заметно возрастает, поскольку солдаты на обстреливаемой позиции не успевают укрыться.

### Комментарии
1. ↑  КВО зависит от калибра оружия, при этом боеприпасы большего калибра имеют больший КВО. С появлением «умных» боеприпасов и более точных технологий стрельбы КВО меньше влияет на поражение цели.